# Dōjin
Dōjin (jap. 同人 für Clique) ist ein japanischer Begriff, welcher eine Gruppe von Personen beschreibt, die ein gemeinsames Interesse, eine gemeinsame Aktivität oder Hobby teilen. Diese können einzeln oder in Gruppen, so genannten Zirkeln, Werke produzieren und veröffentlichen. Weiterhin wird der Begriff in Japan und der internationalen Manga- und Anime-Szene für selbstveröffentlichte Werke verwendet, die von eben jenen Gruppen produziert und herausgebracht werden.
In den meisten Fällen handelt es sich bei Dōjin-Veröffentlichungen um Amateurwerke, allerdings gibt es auch professionelle Künstler, die innerhalb der Dōjin-Kultur mitwirken, um ihre Werke abseits des Mainstreams zu veröffentlichen. Dōjin-Werke können als Manga, Magazine, Romane, als Musik (siehe Dōjin Ongaku), Anime und Videospiele auf digitaler oder physischer Ebene herausgebracht werden. Dōjin-Werke, die auf physischer Ebene herausgegeben werden, werden Dōjinshi genannt.
Im Jahr 2007 erwirtschaftete die japanische Anime-Industrie laut Media Create knapp 1,7 Milliarden US-Dollar. 48 Prozent der gesamten Einnahmen stammen aus der Dōjin-Kultur.

## Geschichte
Erste Literaturzirkel bildeten sich bereits zur Zeit der Meiji-Periode, als sich Gruppen von gleichgesinnten Waka-Dichtern, Poeten und Romanautoren bildeten und gemeinsam Literaturmagazine herausbrachten, von denen einige heute noch publiziert werden. Viele moderne Autoren in Japan schrieben zunächst innerhalb derartiger Gruppen. Ein berühmter Autor ist Ozaki Kōyō, welcher die 1885 formierte Ken’yūsha-Literaturvereinigung gründete.
Nach dem Ende des Zweiten Weltkrieges entstanden erste Manga-Zirkel in Japan. Mangaka wie Shōtarō Ishinomori und das Duo Fujiko Fujio gründeten Dōjin-Zirkel, wie etwa die Fujiko’s New Manga Party (新漫画党 Shin Manga-to). In der Anfangszeit gründeten Mangaka derartige Zirkel, um ihr professionelles Debüt zu realisieren. Im Lauf der Jahrzehnte änderte sich dies jedoch. Dōjin-Zirkel werden inzwischen auch als Klubs in Schulen gegründet. Im Jahr 1975 entstand unter anderem die Comiket, welches die weltgrößte Convention für Dōjin-Künstler darstellt und zweimal im Jahr stattfindet.
In westlichen Kulturkreisen wird oftmals angenommen, dass es sich bei Dōjin-Werken um Abwandlungen von bereits existierenden Werken handelt, analog zu Fan-Fictions. Dies ist nur teilweise richtig, da es auch viele Dōjin-Veröffentlichungen mit originalen Inhalten und Zeichnungen gibt.

## Veröffentlichungsformen
- Dōjinshi (Dōjin Zasshi), von Fans produzierte Mangas
- Dōjin Soft, von Fans produzierte Software
- Dōjin Game, von Fans produzierte Computerspiele
- Dōjin Ongaku, von Fans produzierte Musik
- Ero Dōjin, von Fans produzierte Werke mit oftmals stark erotischen Inhalten

## Bekannte Künstler und Künstlergruppen
- Hanatan (Dōjin-Musik)
- Keisuke Kurose (Asriel, Uroboros, Dōjin-Musik)
- Kachiru Ishizue (Dōjin-Manga, Dōjin-Musik)
- Sound Horizon (Dōjin-Musik)
- Nocturnal Bloodlust (Dōjin-Musik)
- Rokugen Alice (Dōjin-Musik)
- Undead Corporation (Dōjin-Musik)
- Yōsei Teikoku (Dōjin-Musik)
- Eufonius (Dōjin-Musik)
- Supercell (Dōjin-Musik)
- Unlucky Morpheus (Dōjin-Musik)
- Nagi Yanagi (Dōjin-Musik)
- Neko Works (Dōjin-Soft, u. a. Nekopara)
- Team Shanghai Alice (Dōjin-Soft, u. a. Touhou Project)
- Team GrisGris (Dōjin-Soft, u. a. Corpse Party)
- 07th Expansion (Dōjin-Soft, u.a Higurashi no Naku Koro ni)
- Type-Moon (Dōjin-Soft, u. a. Tsukihime, Fate-Serie)
- Okama (Erō-Dōjin, u. a. School)